# Степанюк, Дмитрий Петрович
Степанюк Дмитрий Петрович (род. 20 мая 1945, Бужковичи, Волынская область) — доктор философии в области права. Почётный доктор ряда высших учебных заведений Украины. Профессор, заместитель председателя наблюдательного совета Одесской государственной академии технического регулирования и качества. Государственный служащий 1-го ранга. Заслуженный работник промышленности Украины. Почётный работник Госпотребстандарта. Отличник просвещения СССР и Украины. Почётный гражданин Кривого Рога (2019).

## Биография
Родился 20 мая 1945 в селе Бужковичи Волынской области.
В 1961 году окончил среднюю школу в селе Водяное. Член КПСС с 1967 года. В 1974 году окончил Криворожский горнорудный институт по специальности инженера-электрика, а в 1981 году — Высшую партийную школу при ЦК Компартии Украины (политология). В 1999 году окончил докторантуру МАУП, тема диссертации: «Становление гражданского общества в контексте развития местного самоуправления». Был председателем государственной экзаменационной комиссии по специальности электропривод и автоматика промышленных установок в Криворожском горнорудном институте (1983—1990).

### Трудовая деятельность
После окончания в 1963 году Криворожского технического училища № 6 начал работать на Южном ГОКе электрослесарем силового цеха.
- 1964—1967 — служба в армии. Старшина роты ракетного полигон «Плисецкая». Был народным заседателем военного трибунала. С 1996 года — полковник запаса.
- 1967 — в комсомольских органах Дзержинского райкома ЛКСМ Украины в Кривом Роге.
- 1974 — главный энергетик Криворожского сурикового завода.
- 1975 — секретарь, заместитель председателя исполкома Дзержинского райсовета.
- 1981—1991 — директор криворожского отделения Государственного проектно-конструкторского института «Металлургавтоматика» Минмонтажспецстроя УССР по проектированию горно-металлургических предприятий.
- 1990—1998 — председатель Дзержинского районного совета Кривого Рога, с 1991 года — одновременно и председатель райисполкома этого совета.
- 1990—1994 — депутат Днепропетровского областного совета; заместитель Председателя областного совета на общественных началах; председатель Комиссии по вопросам гласности и свободы слова; председатель Комиссии по изучению влияния ГКЧП на территории Днепропетровской области. Возглавлял комиссию Днепропетровского облсовета по организации обсуждения первого проекта Конституции независимой Украины.
- 1994—1998 — Народный депутат Украины второго созыва, член Комиссии по вопросам обороны и национальной безопасности. Парламентская группа «Единство». С 1994 по 1998 был представителем Верховной Рады Украины, а в 1996—1997 годах — одновременно и Постоянным представителем Президента Украины в Автономной Республике Крым с особыми полномочиями по стабилизации политико-правовой ситуации на полуострове, членом Совета регионов при Президенте Украины.
- 1998 — заместитель Председателя Днепропетровского областного совета по исполнительной работе на общественных началах. Первый заместитель председателя Госпотребстандарта по связям с Верховной радой Украины (2003—2005), старший референт в секретариате Кабинета министров Украины по вопросам потребительской политики и технического регулирования и качества (2007—2008).

### Общественная деятельность
Член координационного совета при Кабинете министров Украины по вопросам защиты прав потребителей (2007—2008), организатор и первый заместитель председателя правления ВОО «Союз потребителей Украины»; основатель и вице-президент Международной академии стандартизации; основатель и руководитель ряда общественных организаций в городах Киев и Кривой Рог (ОО «Крымское землячество в г. Киеве», ОО «Ассоциация „Комсомолец Кривбасса“», ОО «Депутаты органов местного самоуправления», «имени Г. И. Гутовского»); советник Председателя, руководитель группы советников, член консультативно-совещательных органов Госпотребстандарта Украины: коллегии, научно-технического совета (2003—2005, 2008—2011), член общественного Совета при Голов КРУ (2009—2010).
Принимал участие в разработке и способствовал принятию Конституции Украины 1996 года. Приводил Конституцию АР Крым в конституционное поле Украины.

## Награды
- Юбилейная медаль «Двадцать лет Победы в Великой Отечественной войне 1941—1945 гг.»;
- Медаль «В ознаменование 100-летия со дня рождения Владимира Ильича Ленина»;
- Медаль «Ветеран труда»;
- Орден «За заслуги» (Украина) 3-й степени;
- Юбилейная медаль «20 лет независимости Украины» (19 августа 2011)[2];
- Почётная грамота Верховной рады Украины (2004);
- Почётная грамота Кабинета министров Украины (2010);
- Заслуженный работник промышленности Украины[3];
- Знак «За заслуги перед городом» (Кривой Рог) 1-й степени (15 апреля 2015)[4];
- отличия Днепропетровской ОГА;
- отличия Днепропетровского облсовета;
- отличиями многих общественных организаций;
- орден «Иван Сирко»;
- звание «Выдающийся патриот Приднепровья» (25 февраля 2012)[5];
- звание «Человек года Приднепровья»[6].
- Почётный гражданин Кривого Рога (29 мая 2019)[7].

## Память
В Днепропетровском национальном историческом музее имени Д. И. Яворницкого к 80-летию Днепропетровской области, в перечне имён выдающихся государственных деятелей, которые родились, работали, сделали весомый вклад в развитие страны и местного края, занимали высокие посты в государстве и партии в 1932—2012 годах внесено имя Дмитрия Петровича Степанюка под № 35.